# Гонсалес, Дерлис
Дерлис Альбе́рто Гонса́лес Галеа́но (исп. Derlis Alberto González Galeano; 20 марта 1994, Мариано-Роке-Алонсо) — парагвайский футболист, нападающий клуба «Олимпия» (Асунсьон) и сборной Парагвая.

## Клубная карьера
Дерлис Гонсалес является воспитанником клуба «Рубио Нью». В 2012 году вместе со своим одноклубником Клаудио Корреа он перешёл в молодёжную команду «Бенфики».
В 2014 году продолжил карьеру в футбольном клубе «Базель», где сыграл 26 матчей, в которых отметился 3 голами и 10 голевыми передачами.
30 июля 2015 года перешёл в «Динамо (Киев)». Сумма трансфера составила 9,4 млн евро. Контракт подписан сроком на 5 лет. 4 октября 2015 года забил дебютный гол за «Динамо» в ворота полтавской «Ворсклы». 24 ноября парагваец отметился за киевлян в рамках 5-го тура Лиги чемпионов, где соперником «Динамо» был «Порту».
31 августа 2018 года Дерлис ушёл в двухгодичную аренду в бразильский «Сантос». Спустя полтора сезона досрочно расторг договор с бразильским клубом и 7 февраля 2020 года подписал контракт с парагвайской «Олимпией», за которую уже выступал на правах аренды в 2014 году. Условия сделки не оглашались, однако по информации сайта Transfermarkt.com «Олимпия» заплатила за этот переход 4,55 млн €.

## Международная карьера
В декабре 2012 года Гонсалес был включен в заявку молодёжной национальной команды на участие чемпионате Южной Америки среди молодёжных команд. 10 января 2013 года в матче группового этапа против сборной Колумбии Дерлис дебютировал в молодёжной сборной Парагвая.
12 января в поединке против сборной Аргентины он забил свой первый гол на турнире и помог своей команде одержать победу над хозяевами соревнований. В итоге на турнире он провёл 9 матчей, забил 4 гола и помог своей команде завоевать серебряные медали.
Летом 2019 года Дерлис был приглашён в сборную для участия в Кубке Америки, который состоялся в Бразилии. В первом матче в группе против Катара он отличился голом на 56-й минуте, а команды сыграли вничью (2:2).

## Достижения

### Командные
«Базель»
- Чемпион Швейцарии: 2014/15

 «Динамо» (Киев)
- Чемпион Украины: 2015/16
- Вице-чемпион Украины: 2016/17, 2017/18
- Обладатель Суперкубка Украины: 2016, 2018

 «Сантос»
- Вице-чемпион Бразилии: 2019

 Сборная Парагвая (молодёжная)
- Серебряный призёр молодёжного чемпионата Южной Америки (1): 2013

### Личные
- Футболист года в Парагвае: 2015